# Шентюнгерт
Шентюнгерт (словен. Šentjungert) — поселення в общині Целє, Савинський регіон, Словенія. 
Висота над рівнем моря: 428 м.